# Cocaine (album)
Pour les articles homonymes, voir Cocaine.
Albums de Z-Ro
Crack
(2008) Heroin
(2010)
Cocaine est le treizième album studio de Z-Ro, sorti le 27 octobre 2009.
L'album s'est classé 7e au Top Rap Albums, 19e au Top R&B/Hip-Hop Albums et 147e au Billboard 200.

## Liste des titres
| No  | Titre                                                    | Contient un (des) sample(s) de                                            | Durée |
| --- | -------------------------------------------------------- | ------------------------------------------------------------------------- | ----- |
| 1.  | Intro                                                    | Happiness de Maze featuring Frankie Beverly                               | 4:04  |
| 2.  | One Two (featuring Billy Cook)                           |                                                                           | 4:10  |
| 3.  | Don't Worry Bout Mine (featuring Big Pokey)              |                                                                           | 4:44  |
| 4.  | Type of Nigga I Am                                       | Sweet Dreams d'Air Supply Ratha Be Ya Nigga de 2Pac featuring Richie Rich | 4:12  |
| 5.  | Quarterback Vision                                       |                                                                           | 4:01  |
| 6.  | I Don't Give a Damn                                      | Street Life des Crusaders featuring Randy Crawford A Dream de DeBarge     | 5:38  |
| 7.  | Bottom to the Top (featuring Mike D)                     |                                                                           | 4:44  |
| 8.  | Can't Leave Drank Alone (featuring Lil' O)               | Feenin' de Jodeci                                                         | 4:41  |
| 9.  | Doing Just Fine                                          |                                                                           | 5:16  |
| 10. | Southside (featuring Lil' Flip)                          |                                                                           | 4:35  |
| 11. | Haters Got Me Wrong (featuring Gucci Mane et Chris Ward) |                                                                           | 4:49  |
| 12. | On My Grind                                              |                                                                           | 4:48  |
| 13. | Shotta                                                   |                                                                           | 4:49  |
| 14. | Thank You (featuring Lil' Flip)                          |                                                                           | 4:39  |
| 15. | But                                                      |                                                                           | 3:54  |
| 16. | Tha Police (featuring Chris Ward)                        |                                                                           | 4:41  |
| 17. | Bring My Mail                                            | Ring My Bell d'Anita Ward                                                 | 3:42  |